# 태양열 조리기
태양열 조리기는 태양열을 이용하여 음식을 조리할 수 있는 조리기구이다. 일반 가정에서도 사용하는 도구 중에 하나이다.

## 설명
태양열 조리기는 직사광선의 에너지를 이용하여 음료수와 다른 음식 재료를 가열, 조리 또는 저온 살균하는 장치이다. 현재 사용되고 있는 많은 태양열 조리기들은 비교적 저렴하고 기술이 낮은 장치들이지만 일부는 전통적인 난로만큼 열이 강력하거나 가격이 비싸며첨단의 대형 태양열 조리기들은 수백 명의 사람들을 위해 요리할 수 있다. 연료를 전혀 사용하지 않고 운영하는데 비용도 들지 않기 때문에 많은 비영리 단체들은 연료비와 대기 오염을 줄이고 삼림 벌채와 사막화를 늦추는데 큰 도움을 주기 위해 친환경 에너지를 사용하는 제품인 태양열 조리기를 전세계적으로 장려하고 있다. 고대에 태양 에너지의 사용은 요리를 위한 것은 아니지만 그리스, 로마, 중국의 문명 속에 존재했다고 여겨졌다. 태양열 조리기의 작동 원리에 대한 최초의 학술적인 설명은 1767년 스위스의 지질학자, 기상학자, 물리학자, 산악인, 탐험가, 식물학자인 오라스 베네딕트 드 소쉬르에 의한 것이다. 햇빛에 의해 식사를 요리하는 원리는 1870년대 프랑스의 외인부대에서 크게 발전했다.

## 같이 보기
- 태양열
- 조리기구